# Brasiliense FC
Brasiliense Futebol Clube is een Braziliaanse voetbalclub uit het Federaal District. Het is een van de jongste Braziliaanse voetbalclubs en werd pas in 2000 opgericht.

## Geschiedenis
Op 1 augustus 2000 kocht zakenman Luiz Estevão de club Atlântida Futebol Clube op en herdoopte de club in Brasiliense FC. In 2002 won de club de Série C en promoveerde zo naar de Série B (tweede klasse). Twee jaar later promoveerde de club zelfs naar de hoogste klasse maar moest na één seizoen weer een stap terugzetten. In 2004 degradeerde de club naar de Série C, maar kon na één seizoen terugkeren. In 2010 zakte de club opnieuw. Na drie seizoenen degradeerde de club ook uit de Série C. In 2020 won de club de Copa Verde. 

## Erelijst
Copa do Brasil
Finalist: 2002
Campeonato Brasiliense
2004, 2005, 2006, 2007, 2008, 2009, 2011, 2013, 2017, 2021, 2022
Copa Verde
2020